# Rolex Milgauss
Il Rolex Oyster Perpetual Milgauss  è un modello introdotto da Rolex nel 1955 con il numero di referenza 6543 (prodotto fino al 1957) e successivamente modificato, nel 1956, col numero di referenza 6541 (prodotto fino al 1962).

Il Milgauss è stato progettato come orologio antimagnetico appositamente per coloro che  lavorano nelle centrali elettriche e nei laboratori di ricerca in cui i campi elettromagnetici possono provocare danni agli orologi.

È equipaggiato con leghe antimagnetiche e racchiuso da una gabbia di Faraday. La parola Milgauss è derivata da Mille, che significa mille in francese, e Gauss, l'unità del campo magnetico.

Il Milgauss originale era molto simile al Rolex Submariner, ma di dimensioni superiori, ed era dotato di corona Twinlock e bracciale Oyster rivettato. 
Ha attraversato numerose modifiche  prima di essere ritirato dalla produzione nel 1988 con la referenza 1019.

Nel 2007, Rolex ha ricreato il Milgauss dopo quasi due decenni. Ci sono due versioni, una con vetro zaffiro bianco (116400) e l'altra in cristallo verde (116400GV). Il quadrante è disponibile in bianco o nero.
È stato migliorato affinché sia più refrattario ai campi magnetici, in modo da renderlo concretamente resistente a flussi di densità magnetica fino a 1.000 gauss, ed adotta  un movimento meccanico a carica automatica, certificato  COSC, calibro 3131.

Grazie ad una particolare paratia posta all'interno della cassa si ottiene tale resistenza del movimento a forti campi magnetici;  sono stati inoltre modificati, rispetto agli altri orologi, sia la molla a spirale, in Parachrom, sia la ruota dello scappamento, che ora è  amagnetica. 
Il Milgauss resiste, in mare, anche fino a 100 metri di profondità ed è dotato di bracciale in acciaio.
Il diametro della cassa è di 40 mm, la larghezza della corona è di 43 mm, ha un peso pari a 157 grammi. Tra i suoi dettagli distintivi troviamo la classica lancetta dei secondi a forma di saetta (fulmine) di colore arancione.